# アンドレイ・ルニョフ
- アンドレイ・ルニョフ
- アンドレイ・ルネフ

アンドレイ・エフゲニェヴィッチ・ルニョフ（Andrey Yevgenyevich Lunyov、1991年11月13日 - ）は、旧ソビエト連邦・モスクワ出身のプロサッカー選手。ロシア代表。ポジションはGK。バイエル・レバークーゼン所属。名前は「ルネフ」とも表記される。

## 来歴
2015年7月29日、FCウファと1年契約を結んだ。

### ゼニト
2016年12月23日、FCゼニト・サンクトペテルブルクと4年半契約を結んだことが報じられた。ロシア代表歴のあるユーリー・ロディーギンからポジションを奪い、正守護神として君臨している。2017-18シーズンは、リーグ戦こそ5位に終わったもの、自身の平均失点は0点台であった。

### バイエル・レバークーゼン
2021年7月10日、バイエル・レバークーゼンにフリー移籍で加入し、2023年6月30日までの契約を結んだ。

### 代表
2017年10月10日のイラン戦 (1-1)でA代表デビュー。続くスペイン (3-3)、フランス (1-3)との親善試合でも先発を任されたが、クリーンシートはまだ達成していない。
2018 FIFAワールドカップを戦うロシア代表のメンバーに選出され、チームは大半の予想を覆しベスト8に進出したが、出場はなかった。
イゴール・アキンフェエフの代表引退後は、正GKに定着したかと思われたが、ギリェルメとともに度重なるミスで信頼を落とし、その間ベテランのアントン・シュニンにポジションを奪われ、当時代表での出場がないユーリ・デュピン、マトヴェイ・サフォノフにも序列を抜かされ、2021年開催のUEFA EURO 2020はまさかのメンバー外となった。

## 代表歴

### 出場大会
- ロシア代表
  - 2018 FIFAワールドカップ

### 試合数
- 国際Aマッチ 8試合 0得点（2017年-）[4]

| ロシア代表 | 国際Aマッチ | 国際Aマッチ |
| 年         | 出場        | 得点        |
| ---------- | ----------- | ----------- |
| 2017       | 2           | 0           |
| 2018       | 5           | 0           |
| 2019       | 0           | 0           |
| 2020       | 0           | 0           |
| 2021       | 0           | 0           |
| 2022       | 0           | 0           |
| 2023       | 0           | 0           |
| 2024       | 1           | 0           |
| 通算       | 8           | 0           |

## タイトル
ゼニト
- プレミアリーガ : 2018-19, 2019-20, 2020-21